# Furs de Jaca
Els Furs de Jaca són uns furs breus i carta de població atorgada pel rei d'Aragó i Pamplona Sanç Ramires a la vila de Jaca per tal de fer-ne una ciutat, i datats tradicionalment el 1063 i, més modernament el 1076~1077. Estaven redactats en llatí i contenien unes 24 disposicions.

## Finalitat
La seva finalitat era, d'acord amb el seu text, dispensar als seus habitants dels "mals furs", confirmant els "bons furs" que havien estat sol·licitats amb anterioritat, dins el context d'una política d'atracció de població franca, que arribava a través del Camí de Sant Jaume seguint la ruta Somport-Jaca-Sangüesa-Estella.

## Llengua
Els originals foren redactats en llatí i el seu contingut és molt breu, constant de 24 preceptes.
Sobre la base comuna d'aquest fur llatí establert pel rei d'Aragó i Pamplona Sanç Ramires, a partir del segle xiii s'elaboren traduccions en llengua romànica. Gràcies als estudis i investigacions de Maurici Molho, avui es coneixen set còdexs de les redaccions en llengua romànica del Fur de Jaca, redactats en occità o en aragonès.
| « | «Moltz infançons an castels et uilas et altres infançons» «De muller que a marit si fara adulteri con altre» | » |

| « | «Muytos infanzons a(n) castiellos e villas en os quals terminos» «De mulier que avra marido e fara adulterio.» | » |

Les versions en occità cispirinenc han estat objecte d'estudi per determinar la llengua de redacció. Joan Corominas opinava al principi que eren en català, però després ja va proposar que era una barreja d'occità i català, amb algun aragonesisme. Finalment, l'estudi definitiu de Maurice Molho va estabilr que es tractava d'occità amb alguns elements purament catalans i amb molta influència de l'aragonès.
També les versions en aragonès han estat objecte de discussió, atès que barregen trets específicament aragonesos amb d'altres estrictament castellans. En tot cas, es tractaria bàsicament d'aragonès amb influència del castellà.

## Contingut
Els primitius furs procedeixen del «rei dels aragonesos i dels pamplonesos» Sanç Ramires, que el 1063 va voler establir una «ciutat» en la seva «vila» de Jaca. En la carta es dispensa als habitants dels «mals furs», que consistirien en pesats tributs o càrregues vexatòries, i confirma als pobladors els «bons furs» que li van demanar. És un fur pels francs, ja que el seu propòsit és atraure població de més enllà dels Pirineus, mitjançant la garantia de la seva llibertat i la consideració als burgesos o mercaders en pla d'igualtat amb els cavallers, així com mitjançant la protecció de la propietat privada i la facilitat de la seva adquisició.

## Difusió: la família dels Furs de Jaca
Es van estendre fora de l'Aragó i juristes locals els varen ampliar; posteriorment va ser objecte de confirmació pels reis en diverses ocasions, generant-se una escola al voltant d'ells (Furs extens), que va resultar en l'elaboració de diverses compilacions, redactades en aragonès. A mesura que l'ús se'n va estendre, van perdre el seu caràcter estrictament local i adaptant-se a les particularitats de les noves zones on era aplicat. Els Furs de Jaca foren trasplantats fora d'Aragó pel mateix rei d'Aragó i Pamplona Sanç Ramires, que els utilitzà quan fundà Estella-Lizarra l'any 1090; així mateix el rei Alfons I d'Aragó els concedí a Sangüesa l'any 1122 i al barri de Sant Cernín de Pamplona l'any 1129; posteriorment també foren vigents als barris de la Navarrería i de Sant Nicolau; a partir dels Furs d'Estella-Lizarra basats en els Furs de Jaca, s'estenguéla seva difusió fins a Sant Sebastià i a gran part de la costa guipuscoana. Així mateix sembla que inspiraren els Furs d'Oloró (França), i també s'estengueren pel Pirineu aragonès.

## Generalització
Els Furs evolucionaren i el 1134 el rei Ramir II d'Aragó concedí a Jaca les franquícies de què gaudien els burgesos de Montpeller, mentre que al llarg del segle xii diversos pràctics procediren a completar-los amb gran encert i prestigi, ja que el rei Alfons II d'Aragó el 1187 declarava saber que procedents de Castella, Navarra i d'altres terres, solien anar a Jaca per conèixer els bons costums i els furs.
A finals del segle xii el Fur de Jaca està pràcticament vigent a la «Muntanya», i fins i tot en la «Terra nova» situada al sud, on es desenvolupa la vida ramadera i mercantil, que té el seu focus de contractació a la fira anual que se celebrava a la ciutat, contrastant amb la tradició visigoda del Liber Iudiciorum.
El 1247 varen servir de base pels Furs d'Aragó, que suposà el desenvolupament de l'ordenament nacional aragonès, la base de la foralitat militar o d'infançons i en la tradició visigoda, els Foristes seguiren elaborant redaccions dels Furs de Jaca, cada vegada més extenses i adaptades a la nova situació, i que no es limitaven a l'àmbit local de Jaca, sent aprofitats a altres llocs com a Osca. Les noves redaccions ja no correspongueren al model de foralitat de ciutat, sinó a uns Furs militars o d'infançons, excepte alguns records i, progressivament, els Furs de Jaca anaren cedint davant la vitalitat dels Furs d'Aragó i a les col·leccions oficials dels Furs d'Aragó.
Tot i així encara a l'agost del 1342 els jurats i prohoms de la ciutat respongueren a una consulta realitzada pels Vint jurats i prohoms de la ciutat de Pamplona, donada la confusió que patien en tenir els navarresos diversos exemplars dels Furs de Jaca que no eren concordants.